# Королівська медаль Судану
Королівська медаль Судану — медаль, що вручалась британським і єгипетським військовикам, які брали участь у військовій кампанії на території Судану у період між 1896 та 1898 роками.
Найвідомішою в історії стала битва під Омдурманом, в якій брав участь лейтенант Вінстон Черчилль, за що також отримав нагороду.

## Опис

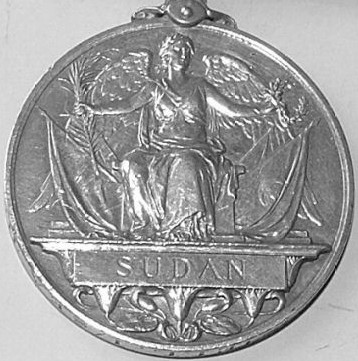
Реверс медалі

- Кругла срібна чи бронзова медаль діаметром 36.5 мм.
- На лицьовому боці розміщено портрет королеви Вікторії й напис «VICTORIA REGINA ET IMPERATRIX».
- На зворотному боці — напис «SUDAN» і зображення нільської лілії, Вікторії, яка сидить і тримає в руках лавровий вінець і пальмову гілку, за нею зображені прапори Великої Британії та Єгипту.